# Dietmar Kreutzer
Dietmar Kreutzer (* 23. September 1965 in Leipzig) ist ein deutscher Autor und Stadtplaner.

## Leben
Nach Abitur und Wehrdienst studierte Kreutzer ab 1986 Städtebau an der Hochschule für Architektur und Bauwesen in Weimar. 1991 promovierte er dort zum Thema „Werbung im Stadtraum“. 1994 erhielt Kreutzer eine Anstellung als Stadtplaner in Berlin. Er verfasste drei Sachbücher zur Geschichte der Homosexualität. Seit der Finanzkrise 2009 befasst er sich auch mit Numismatik.

## Werke (Auswahl)
- Werbung im Stadtraum. Verlag für Bauwesen 1995
- Kauf mich: Männer in der Werbung. Verlag für Bauwesen 1998
- Männermodels pur. Verlag für Bauwesen 1999
- Lichter des Ostens. Books on Demand 2002
- StarStrip: Der nackte Mann im Film. Querverlag 2003
- RockStar: Sexobjekt Mann in der Musik. Querverlag 2005
- Chronik der Schwulen – die siebziger Jahre. Männerschwarm Verlag 2007
- Chronik der Schwulen – die achtziger Jahre. Männerschwarm Verlag 2008
- Chronik der Schwulen – die neunziger Jahre. Männerschwarm Verlag 2009